# Gerhard Bereswill
Gerhard Bereswill (* 1957) ist ein deutscher Polizist und war von September 2014 bis April 2022 Polizeipräsident der Stadt Frankfurt am Main.

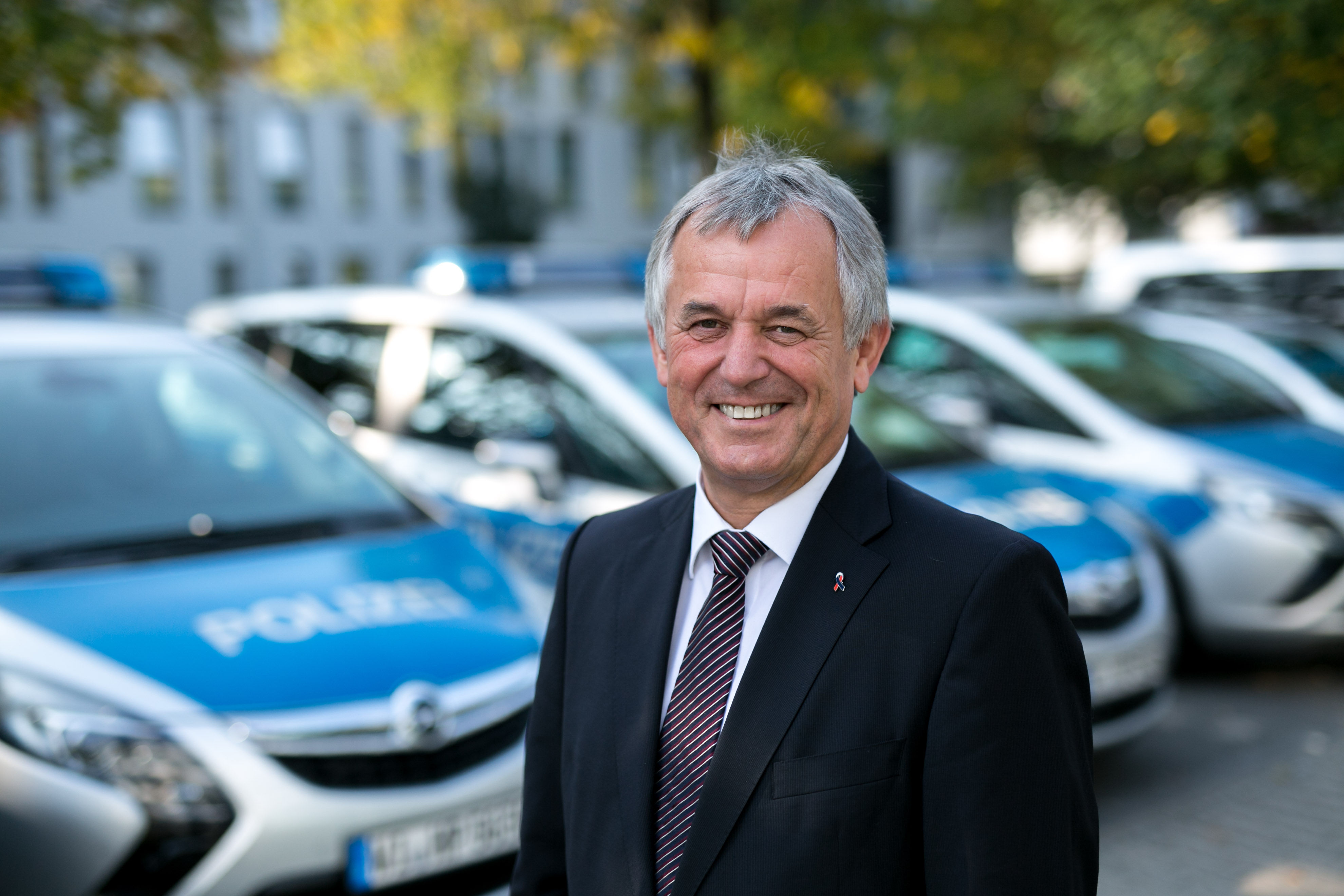
Gerhard Bereswill (2017)

## Ausbildung und polizeilicher Werdegang
Sein polizeilicher Werdegang begann 1974 in Fulda beim damaligen Bundesgrenzschutz (BGS), der heutigen Bundespolizei. Dort war er zuletzt Gruppenführer in einer Einsatzhundertschaft.
1978 wechselte er in den Polizeivollzugsdienst des Landes Hessen. Zunächst war er als Streifenbeamter und ab 1984 bei der Kriminalpolizei in Darmstadt tätig. Im Anschluss an seine Studienzeit für den gehobenen Polizeivollzugsdienst von 1988 bis 1990 wurde er stellvertretender Kommissariatsleiter im Rauschgiftkommissariat der Kriminalpolizei in Darmstadt, in der er als einer der ersten Ermittler in Hessen ein Großverfahren gegen den aufkommenden Handel mit synthetischen Drogen führte.
Von 1993 bis 1995 besuchte er die Polizeiführungsakademie in Münster. Nach seinem Studium führte ihn sein Weg 1995 das erste Mal nach Frankfurt am Main – als Leiter des Mobilen Einsatzkommandos (MEK) des Polizeipräsidiums Frankfurt. In den folgenden fünf Jahren als Leiter des MEK führte er unter anderem eine Vielzahl an operativen Maßnahmen, so auch in mehreren Erpressungs-Großverfahren. Für Schlagzeilen sorgte ein derartiger Fall, bei dem Brieftauben mittels Polizei-Hubschraubern verfolgt wurden. Die Tauben sollten in Rucksäckchen transportierte Diamanten zu einem Erpresser bringen, der hierdurch schlussendlich festgenommen werden konnte.
Es folgten von 2000 bis 2005 diverse Führungsämter im hessischen Landeskriminalamt (HLKA) sowie im Polizeipräsidium Westhessen in Wiesbaden. Hierbei verantwortete er von 2000 bis 2002 die sichere Einführung des Euro in Hessen. 2005 wechselte er als Referent ins Landespolizeipräsidium, bis er 2010 als Polizeivizepräsident nach Frankfurt wechselte.

## Polizeipräsident der Stadt Frankfurt
2014 wurde er als Polizeipräsident der Stadt Frankfurt ernannt. In seine Amtszeit als oberster Frankfurter Polizist fallen polizeiliche Großlagen wie die Eröffnung der Europäischen Zentralbank im Jahr 2015 oder die Bombenentschärfung im Frankfurter Westend mit der Evakuierung von rund 60.000 Menschen 2017.
Innerorganisatorisch trieb er die Weiterentwicklung des Polizeipräsidiums zu einer effizienten und zukunftsfähigen Polizei voran. Hierzu wurden u. a. acht kleine Reviere zu vier modernen Schwerpunktrevieren verschmolzen, zusammen mit der Staatsanwaltschaft Frankfurt und der Stadt Frankfurt vier Häuser des Jugendrechts im gesamten Stadtgebiet errichtet und für die besonderen Herausforderungen des Bahnhofsviertels wurde eine eigene Dienststelle, die „Regionale Einsatz- und Ermittlungseinheit“, gegründet. Auch wurde in seiner Amtszeit das Konzept des „Schutzmannes vor Ort“ eingeführt – als Bindeglied zwischen Polizei und Bevölkerung.
Im Polizeipräsidium Frankfurt wurde aber auch die polizeiliche Analysesoftware „hessendata“ entwickelt und in der Kriminaldirektion erfolgten Schwerpunktsetzungen auf islamistischen Terrorismus, Rechtsextremismus und Kinderpornografie. Darüber hinaus war das Polizeipräsidium Frankfurt auch das erste Präsidium in Hessen, das sogenannte Super-Recognizer in den eigenen Reihen identifizierte und im Rahmen eines Pilotprojektes in Fahndungsmaßnahmen einband; mittlerweile wurde das Super-Recognizer-Projekt auf ganz Hessen ausgeweitet. Die Mitarbeiterzahl des Polizeipräsidiums stieg auf mehr als 4000 an.
Von 2014 bis 2021 sank in Frankfurt am Main die Kriminalität um rund ein Fünftel (- 18,8 Prozent), zugleich stieg die Aufklärungsquote der Straftaten um 4,6 Prozent. Die Verzahnung mit der Zivilgesellschaft, insbesondere mit der Stadt Frankfurt am Main, wurde in vielen Facetten intensiviert.
Während seiner Amtszeit wurden interne Ermittlungen gegen einzelne Frankfurter Polizeibeamtinnen und Polizeibeamte im Kontext der Chatgruppen- und Drohschreiben-Thematik geführt. Hierzu stellte er von Anfang an intern und auch öffentlich klar, dass die Polizei die Grundrechte nicht nur zu beachten, sondern aktiv dafür einzutreten habe. Folgerichtig wurden die Ermittlungen gegen tatverdächtige Mitarbeitende konsequent geführt. Er setzte aber auch eine breite interne Präventionskampagne auf, u. a. mit interkulturellen und Demokratieseminaren, der Einführung von Supervision als Standardmaßnahme, transparenter interner und externer Kommunikation oder auch der Herstellung von geschichtlichem Kontext zu Polizisten im Dritten Reich. Dies fand öffentlich überregionale Beachtung, z. B. auch in der vom Land Hessen eingesetzten unabhängigen Expertenkommission zur Verantwortung der Polizei, die diese Maßnahmen in ihrem Abschlussbericht 2021 als „beispielgebend“ bewertete. Für die Aufarbeitung und sein konsequentes Eintreten gegen Rechtsextremismus wurde Bereswill am 3. März 2022 von der B’nai B’rith Frankfurt Schönstädt Loge mit der Ehrenmedaille in Gold ausgezeichnet.
Gerhard Bereswill ging Ende April 2022 in den Ruhestand.

## Privates
Gerhard Bereswill ist verheiratet und Vater zweier erwachsener Kinder.